# Daniel Adegboyega
Daniel Adegboyega (Lagos, 21 luglio 1979) è un attore nigeriano con cittadinanza britannica.

## Biografia
Nato in Nigeria, si trasferì insieme alla sua famiglia a Londra dove frequentò la "Royal Central School of Speech and Drama". 
Dopo essersi diplomato lavorò come attore presso il "Lyric Theatre" ad Hammersmith.

## Carriera
Ha recitato in alcune serie TV britanniche tra cui Casualty, Torchwood e Holby City. Fece delle comparse in certi film come Skyfall, Missione vendetta e The Marine 6: Close Quarters.

## Filmografia

### Cinema
- Skyfall, regia di Sam Mendes (2012)
- Return of the Footsoldier, regia di Ricci Harnett (2015)
- The Gunman, regia di Pierre Morel (2015)
- Last Knights, regia di Kauzaki Kiriya (2015)
- The Car Washer, regia di James Gardner (2015) - cortometraggio
- Transformers - L'ultimo cavaliere (Transformers: The Last Knight), regia di Michael Bay (2017)
- The Energy Within, regia di Samuel De Ceccatty (2017) - cortometraggio
- The Marine 6: Close Quarters, regia di James Nunn (2018)
- Baghdad in My Shadow, regia di Samir (2018)
- Missione vendetta (Avengement), regia di Jesse W. Johnson (2019)
- 6 Underground, regia di Michael Bay (2019)
- Big Boys Don't Cry, regia di Steve Crowhurst (2020)
- Tom & Jerry, regia di Tim Story (2021)

### Televisione
- Holby City - serie TV (1999-in corso)
- Man Down - serie TV (2013-2017)
- Save Me - serie TV (2018-in corso)
- Nightflyers - serie TV (2018)

## Doppiatori italiani
Nelle versioni in italiano delle opere in cui ha recitato, Daniel Adegboyega è stato doppiato da:
- Roberto Fidecaro in The Gunman[1]
- Andrea Lavagnino in Missione vendetta[2]
- Alessandro Ballico in Tom & Jerry[3]